# Стопчище
Стопчище (рос. Стопчище) — присілок Гагарінського району Смоленської області Росії. Входить до складу Ашковського сільського поселення.